# Problepsis frosti
Problepsis frosti är en fjärilsart som beskrevs av Louis Beethoven Prout 1938. Problepsis frosti ingår i släktet Problepsis och familjen mätare. Inga underarter finns listade i Catalogue of Life.